# Rio Chirileni
O Rio Chirileni é um rio da Romênia, afluente do Şaru, localizado no distrito de Suceava.